# Talang Pungguk
Talang Pungguk is een bestuurslaag in het regentschap Bengkulu Utara van de provincie Bengkulu, Indonesië. Talang Pungguk telt 310 inwoners (volkstelling 2010).